# Danilo Aguirre
Danilo Aguirre Santinelli (2 gennaio 1980) è un ex calciatore argentino, di ruolo attaccante.

## Carriera
Ha trascorso l'intera carriera con gli andorrani del FC Santa Coloma, con cui ha vinto sei campionati, sette coppe nazionali e quattro supercoppe. Vanta inoltre dodici presenze nei turni preliminari delle coppe europee, di cui nove in Coppa UEFA/Europa League e tre in Champions League.

## Palmarès

### Club
- Campionato andorrano: 6

FC Santa Coloma: 2001, 2003, 2004, 2008, 2010, 2011
- Coppa d'Andorra: 7

FC Santa Coloma: 2000-2001, 2002-2003, 2003-2004, 2004-2005, 2005-2006, 2006-2007, 2008-2009
- Supercoppa d'Andorra: 4

FC Santa Coloma: 2003, 2005, 2007, 2008